# Börnersches Haus

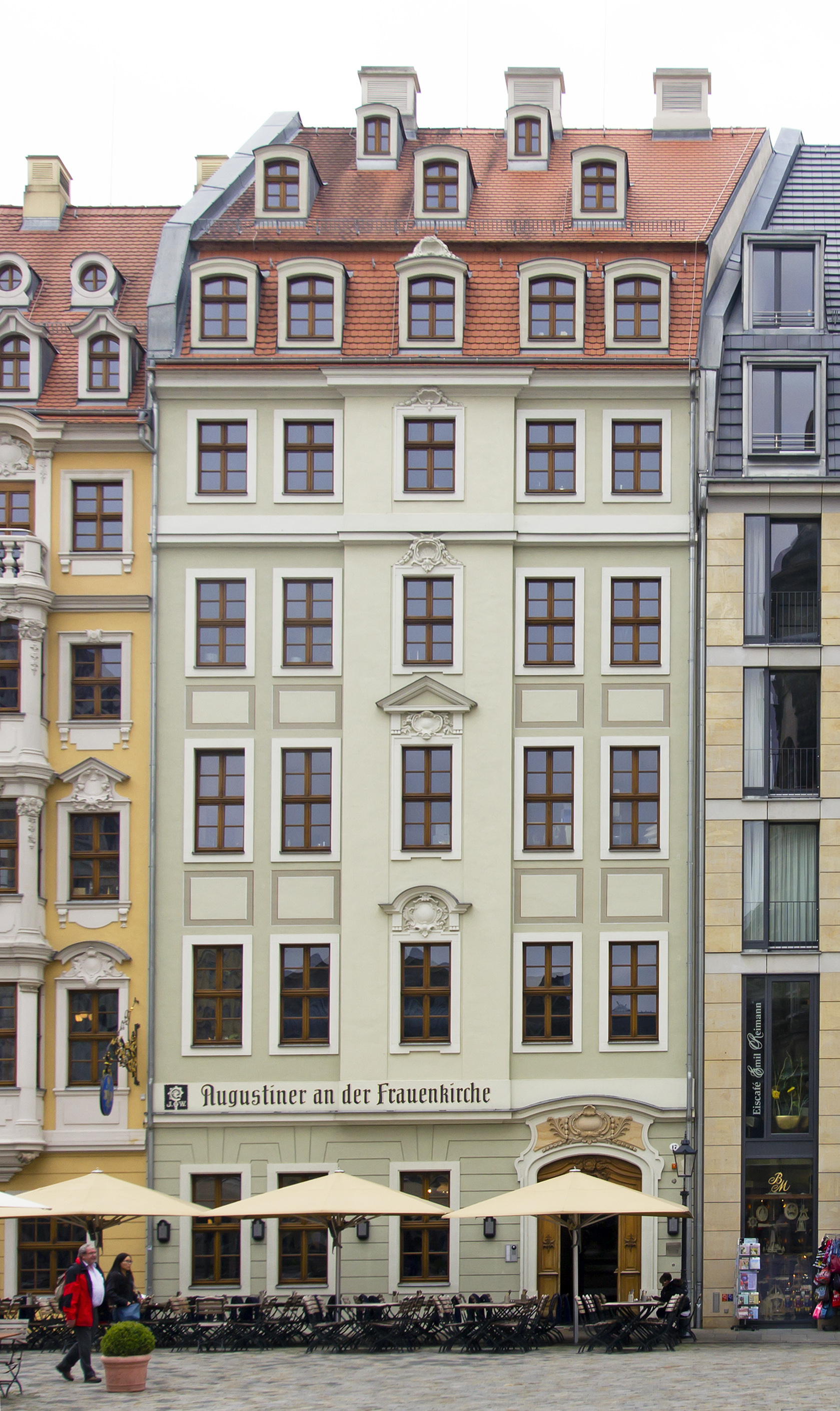
An der Frauenkirche 17

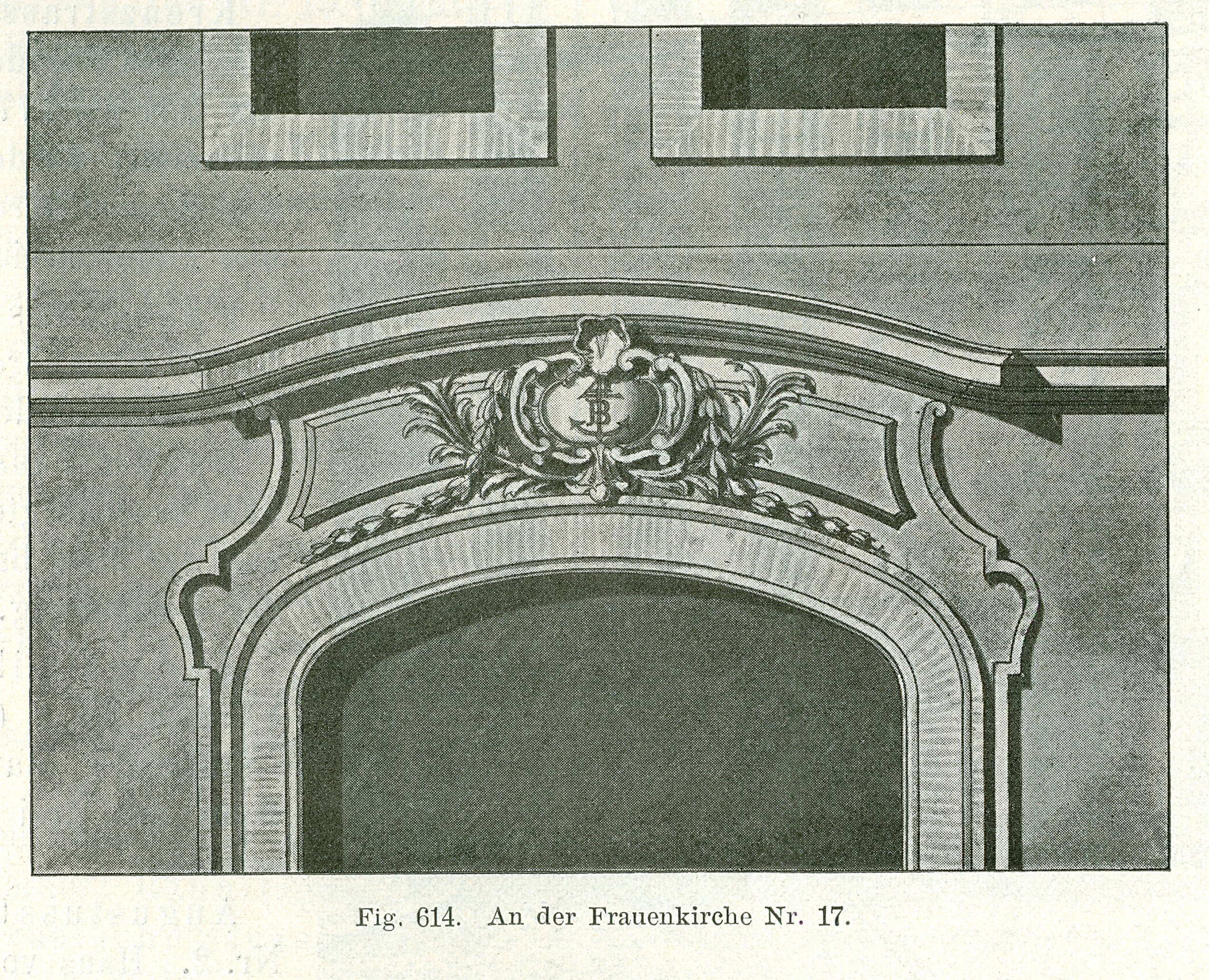
Rokokoportal des Hauses, vor 1900

Das Börnersche Haus (auch Augustinerhaus) war ein spätbarockes Bürgerhaus in der Straße An der Frauenkirche 17 in Dresden. Es wurde 1761 nach Entwürfen von Samuel Locke erbaut und 1945 zerstört. 2008 wurde das Grundstück mit einer Rekonstruktion des historischen Hauses wieder bebaut.

## Geschichte
Das Gebäude entstand vermutlich aus einem am 19. Juli 1760 beim preußischen Beschuss zerstörten Vorgängerbau. Am 9. Januar 1761 wurde die Ruine vom Kaufmann Johann Gottlieb Börner erworben. Ende desselben Jahres wurde bereits das neue Gebäude errichtet. 1945 wurde das Haus zerstört. In den 2000er Jahren wurde das Haus mit einer Nachschöpfung seines barocken Äußeren rekonstruiert.

## Beschreibung
Das Erdgeschoss des fünfachsigen Hauses wird von dem Obergeschoss durch ein Gurtgesims abgetrennt. Die Mittelachse tritt als Risalit aus der Wandfläche heraus und ist besonders dekoriert. Unterhalb der beiden rechten Fensterachsen befindet sich das Rokokoportal mit Korbbogen. Der Hof ist eine freie Nachschöpfung, in ihm befindet sich noch ein original erhaltener Brunnen mit wasserspeiender Satyrmaske.

## Kunstgeschichtliche Bedeutung
Stefan Hertzig zufolge gehörte das Haus zu den aufwändigeren Gebäuden Dresdens aus der Zeit nach 1760, so insbesondere wegen des „für die Zeit reichen, eleganten, antikisierenden Dekor[s]“ in der Mittelachse. Die dekorierte Mittelachse stand in „konstrastreicher Gegeneinandersetzung“ zu den Achsen in den Rücklagen, die vorwiegend glatt und schmucklos gehalten waren. Auch Cornelius Gurlitt würdigte die dekorierte Mittelachse  –  „Ein Fenstersystem in der Achse reicher behandelt“.